# Richard Eivenack
Richard Eivenack, gebürtig Richard Freudenfeld (* 7. Juli 1870 auf dem Rittergut Roonsdorf in Westpreußen, Preußen; † 23. April 1953 in Berlin, Deutschland), war ein deutscher Schauspieler bei Bühne und Film.

## Leben und Wirken
Der auf einem westpreußischen Rittergut geborene und aufgewachsene Richard Freudenfeld entschloss sich zu Beginn der 1890er Jahre, zum Theater zu gehen, nahm den Künstlernamen Eivenack an und debütierte 1893 in Hanau. Es folgten Verpflichtungen nach Wien (Raimundtheater), Halle, Bremen und Dresden (dortiges Residenztheater). An diesen Bühnen spielte Eivenack die gesamte Rollenbandbreite in zum Teil sehr verschiedenartigen Stücken: Er verkörperte den Willy Janikow in Sudermanns Sodoms Ende, den Pfarrer von Kirchfeld im gleichnamigen Anzengruber-Volksstück, den Glockengießer Heinrich in Hauptmanns Die versunkene Glocke, den Veilchenfresser im gleichnamigen von-Moser-Schwank, den Fürsten Nechludow in Tolstois Auferstehung sowie den Richard von Völkerlingk in Sudermanns Es lebe das Leben und den Straßl-Toni in dem Rosegger-Stück Am Tage des Gerichts. Außerdem betätigte sich der Künstler frühzeitig als Schauspiellehrer.
Noch im ersten Jahrzehnt des 20. Jahrhunderts begann Eivenack auch Regie zu führen; zunächst an Theatern in der deutschen Provinz wie in Bromberg (in Eivenacks Heimat Westpreußen) und Hannover, nach dem Ersten Weltkrieg als Oberspielleiter auch in Berlin (am Kleinen Theater). In der deutschen Hauptstadt stand Richard Eivenack zeitgleich (mit Beginn der Weimarer Republik) auch vor der Kamera, doch besaßen seine Ausflüge zum Film stets (auch während des Zweiten Weltkriegs, wo er beispielsweise 1942 in dem farbigen Filmschwank Das Bad auf der Tenne einen Bauern verkörperte) nur Gastspielcharakter. In seinen letzten Lebensjahrzehnten erhielt Eivenack kaum mehr ein Festengagement, in der letzten reichsdeutschen Theaterspielzeit 1943/44 musste er sich mit einer Aufgabe im Chor des Preußischen Staatstheaters unter der Leitung von Gustaf Gründgens begnügen. Immerhin wurde Eivenack gleich nach Kriegsende 1945 in das Ensemble des Deutschen Theaters aufgenommen. Hier war er „in kleineren Aufgaben hoch geachtet“, wie es in einem Nachruf des Deutschen Bühnen-Jahrbuchs 1954 hieß. Richard Eivenack starb nach längerer Krankheit 82-jährig in Berlin.

## Filmografie
- 1919: Der Gürtel der Vasthi
- 1919: Der Gürtel der Toten
- 1920: Das Rätsel im Menschen
- 1942: Das Bad auf der Tenne
- 1943: Fritze Bollmann wollte angeln